# Nemophora tenuimaculata
Nemophora tenuimaculata (лат.) — вид длинноусых молей рода Nemophora (Adelidae). Китай: Сычуань.

## Описание
Наиболее характерными отличительными признаками этого вида являются прерывистая центральная фасция и тонкое овальное субапикальное пятно на переднем крыле. Гениталии самцов этого вида вентрально имеют четырехугольную вальву, а дорсально — манику с россыпью крупных шипов. Губной щупик 3-сегментный, короткий или средней длины, с густыми приподнятыми волосками. Максиллярный щупик рудиментарный. Голени передних ног имеют апикальные эпифизы; задние голени покрыты густыми волосками. Этот вид является эндемиком провинции Сычуань. Является представителем видовой группы Nemophora sichuana species group.